# Bupleurum antonii
Bupleurum antonii är en flockblommig växtart som beskrevs av René Charles Maire. Bupleurum antonii ingår i släktet harörter, och familjen flockblommiga växter. Inga underarter finns listade i Catalogue of Life.